# Eduversum
Die Eduversum GmbH aus Wiesbaden ist ein Verlag für Lehrmittel und eine Bildungsagentur. Zudem vertreibt Eduversum ergänzende Unterrichtsmaterialien und betreibt das Portal Lehrer-Online. Darüber hinaus betreut Eduversum auch redaktionell das Portal HanisauLand der Bundeszentrale für politische Bildung.

## Verlegte Werke (Auswahl)
- Witaj Polsko!: Die Lehrwerksreihe gilt als das erste in Deutschland erschienene Lehrwerk für Polnisch als 3. Fremdsprache in der Sekundarstufe 1.[3] Verlegt werden zwei Lehrwerksbände, ein separater Grammatikband, diverse Unterrichtsmaterialien und Audio-CDs.
- Europa – Unsere Geschichte: Lehrwerksreihe für den Geschichtsunterricht an Gymnasien. Die Lehrwerksreihe entstand in Zusammenarbeit mit dem polnischen Partnerverlag und kann in beiden Ländern verwendet werden. Die 4 Bände umfassen den Zeitraum von der Vorgeschichte bis zum Beginn des 20. Jahrhunderts.

## Auszeichnungen
Im Jahr 2021 wurde das Lehrwerk Europa – Unsere Geschichte Band 4 mit dem Preis Schulbuch des Jahres ausgezeichnet.